# Dan Hennah
Dan Hennah est un chef décorateur néo-zélandais qui a remporté l'Oscar des meilleurs décors pour son travail sur le film de Peter Jackson Le Seigneur des anneaux : Le Retour du roi.

## Filmographie
- 2018 : Mortal Engines de Christian Rivers
- 2019 : Dora et la Cité perdue (Dora and the Lost City of Gold) de James Bobin